# PGC 71505
LEDA/PGC 71505 (auch NGC 7674A) ist eine Spiralgalaxie mit ausgedehnten Sternentstehungsgebieten vom Hubble-Typ Sa im Sternbild Pegasus am Nordsternhimmel. Sie ist schätzungsweise 402 Millionen Lichtjahre von der Milchstraße entfernt und hat einen Durchmesser von etwa 35.000 Lichtjahren. Gemeinsam mit NGC 7674 bildet sie das wechselwirkende Galaxienpaar Arp 182 und zusammen mit NGC 7675 und PGC 71507 das Galaxienquartett HCG 96.
Halton Arp gliederte seinen Katalog ungewöhnlicher Galaxien nach rein morphologischen Kriterien in Gruppen. Diese Galaxie gehört zu der Klasse Galaxien mit schmalen Filamenten.
Die Typ-Ia-Supernova SN 2000A wurde hier beobachtet.